# Michael Heinrich (Bühnenbildner)
Michael Heinrich (* 1966 in München) ist ein deutscher Designer, Bühnen- und Kostümbildner. Er ist Professor im Fachbereich Innenarchitektur an der Fakultät Design der Hochschule Coburg und Studiendekan der Fakultät. Seine Schwerpunkte in der Lehre sind Entwerfen und Darstellen, Visuelle Kommunikation, Raumgeschichte und psychologische Ästhetik; seine Forschungsschwerpunkte sind Systematik, Didaktik und Anwendungsmethodik psychologischer Ästhetik. Innerhalb der EMN (Europäische Metropolregion Nürnberg) ist er Fachlicher Sprecher des Forums Kultur und Mitglied des Steuerungskreises.

## Leben
Michael Heinrich studierte von 1986 bis 1992 Bühnen- und Kostümgestaltung an der Akademie Mozarteum in Salzburg und schloss mit dem Diplom Magister Artium ab. Von 1989 bis 1990 war er als Designer bei Rolf Zehetbauer (Bavaria Film) in den Bereichen Film- und Innenarchitektur tätig. 
Ab 1993 war er langjährig – zunächst als Assistent bei Peer Boysen, Florian Parbs und Pet Halmen, dann federführend – als Bühnen- und Kostümbildner für verschiedene Theater und Opernhäuser in Deutschland, Österreich und dem europäischen Ausland tätig.
Dabei entstanden über 40 Gesamtplanungen bzw. Bühnen- und Kostümausstattungen (Staatstheater Wiesbaden, Nationaltheater Mannheim, Wiener Festwochen, Landestheater Salzburg, Teatro Bellini Catania, Aalto-Theater Essen, Théatre de l’ Opéra de Nice, Oper Leipzig, Meininger Theater, Landestheater Coburg, Konzertdirektion Landgraf, Ernst-Deutsch-Theater Hamburg, Theater Halberstadt, Landestheater Detmold, Theater Hagen, Museum Mozart-Wohnhaus Salzburg, Hamburgische Staatsoper, Staatstheater Darmstadt, „Weimar - Kulturhauptstadt Europas 1999“, Antikenfestspiele Trier) zu Werken von Sophokles, Shakespeare, Monteverdi, Händel, Mozart, Marivaux, Goethe, Lortzing, Offenbach, Verdi, Wagner, Puccini, Strauss, Debussy, Tschaikowski, Henze, Brecht, Tabori, Mann, Thomas, Wallace, Vilar und Pohl.
Neben zahlreichen Projekten in den Bereichen Innenarchitektur, Messearchitektur und Grafik illustrierte er umfangreiche Unterrichtswerke, darunter die Lateinbuchreihe Cursus. Für seine damalige Website wurde er beim "10th Annual Webby Award" ("The Internet's highest honor." The New York Times) der International Academy for Digital Arts & Sciences als "Official Honoree" gelistet. Heinrich lieferte Konzeption und Entwurf für mehrere Hotelobjekte; in Coburg entstand unter seiner gestalterischen Leitung 2014 das ambitionierte Kultur- und Gesellschaftshaus "LEISE am Markt".
2004 übernahm er Lehraufträge für Darstellen und Bühnenbild an den Hochschulen Coburg und Rosenheim; seit 2007 folgten Workshops an der Akademie für Bildende Künste, München.
Seit 2006 hat Heinrich eine Professur für Darstellen und Visuelle Kommunikation an der Hochschule Coburg inne. Von 2007 bis 2009 war er Studiengangsleiter des Fachbereichs Innenarchitektur, von 2009 bis 2014 Vizepräsident der Hochschule Coburg für die Ressorts Kommunikation, Gesundheit und Kultur. Seit 2016 ist er Studiendekan der Fakultät Design der Hochschule Coburg.
2018 promovierte Heinrich in psychologischer Ästhetik bei Ernst Pöppel, Institut für Med. Psychologie, Med. Fakultät, Ludwig-Maximilians-Universität München. Vorträge, Workshops und Kooperationen verbinden ihn mit der Universität Bamberg, der Universität Cambridge und der Georgetown-Universität Washington in Kooperation mit Leadership Initiatives. 
Im Wintersemester 2021 ist Heinrich als Visiting Scholar am Dept. of Architecture der Universität Cambridge eingeladen.

## Sonstiges
Für das Landestheater seiner Hochschulheimat Coburg entwarf Heinrich 2013 die Ausstattung zur Musical-Uraufführung "Dorian Gray" von Kapellmeister Roland Fister unter der Regie des damaligen Intendanten Bodo Busse.
Heinrich setzte sich für den Erhalt der nach Vorschlägen des Bausenats der Stadt Coburg vom Abriss bedrohten Häuser Judengasse 49 und 51 ein. Diese Häuser – Hausnummer 51 steht als Einzeldenkmal unter Denkmalschutz – bilden den Abschluss einer langen Kette von historisch wertvollen und überwiegend als Einzeldenkmälern geschützten Häusern in der Judengasse.

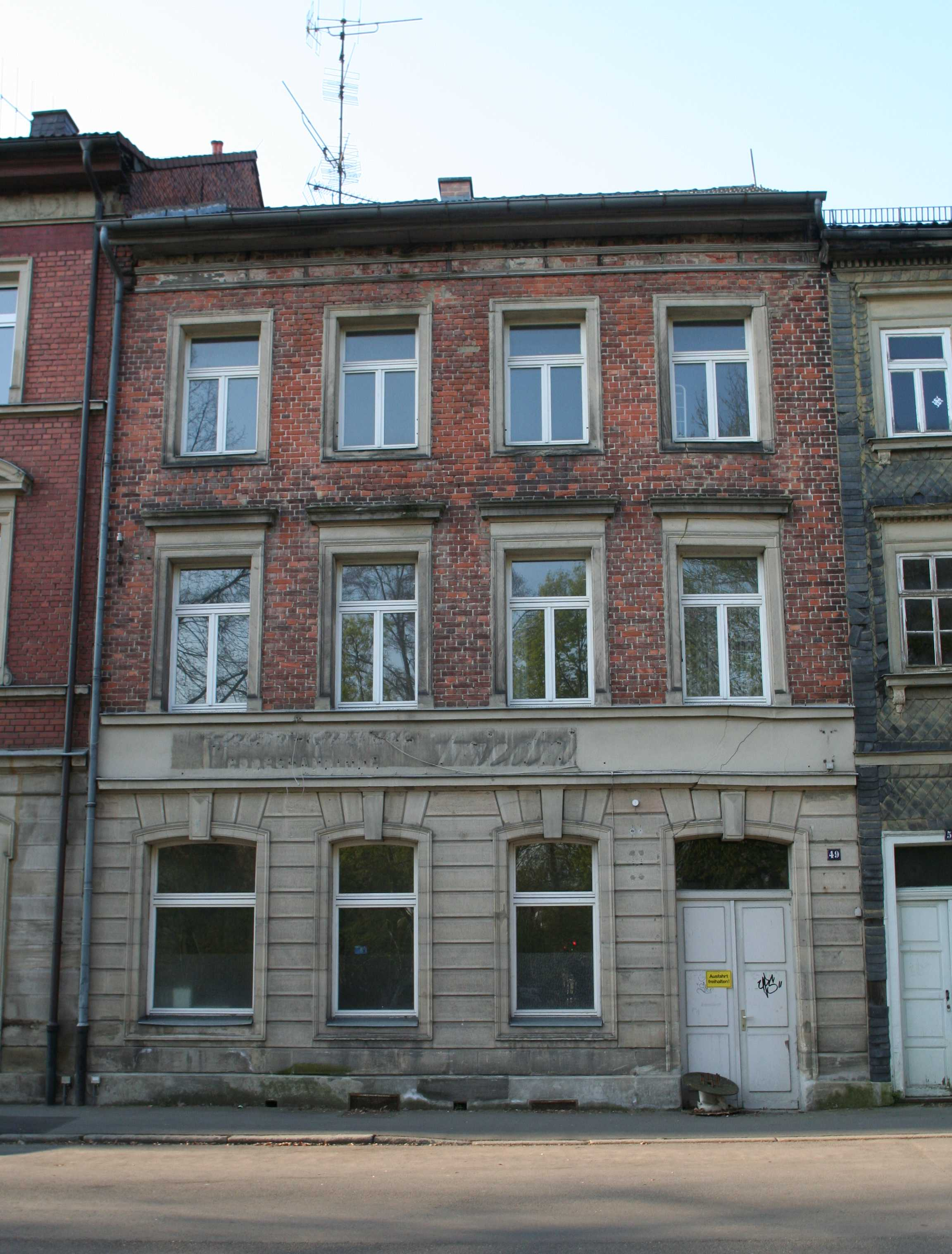
Haus Judengasse 49
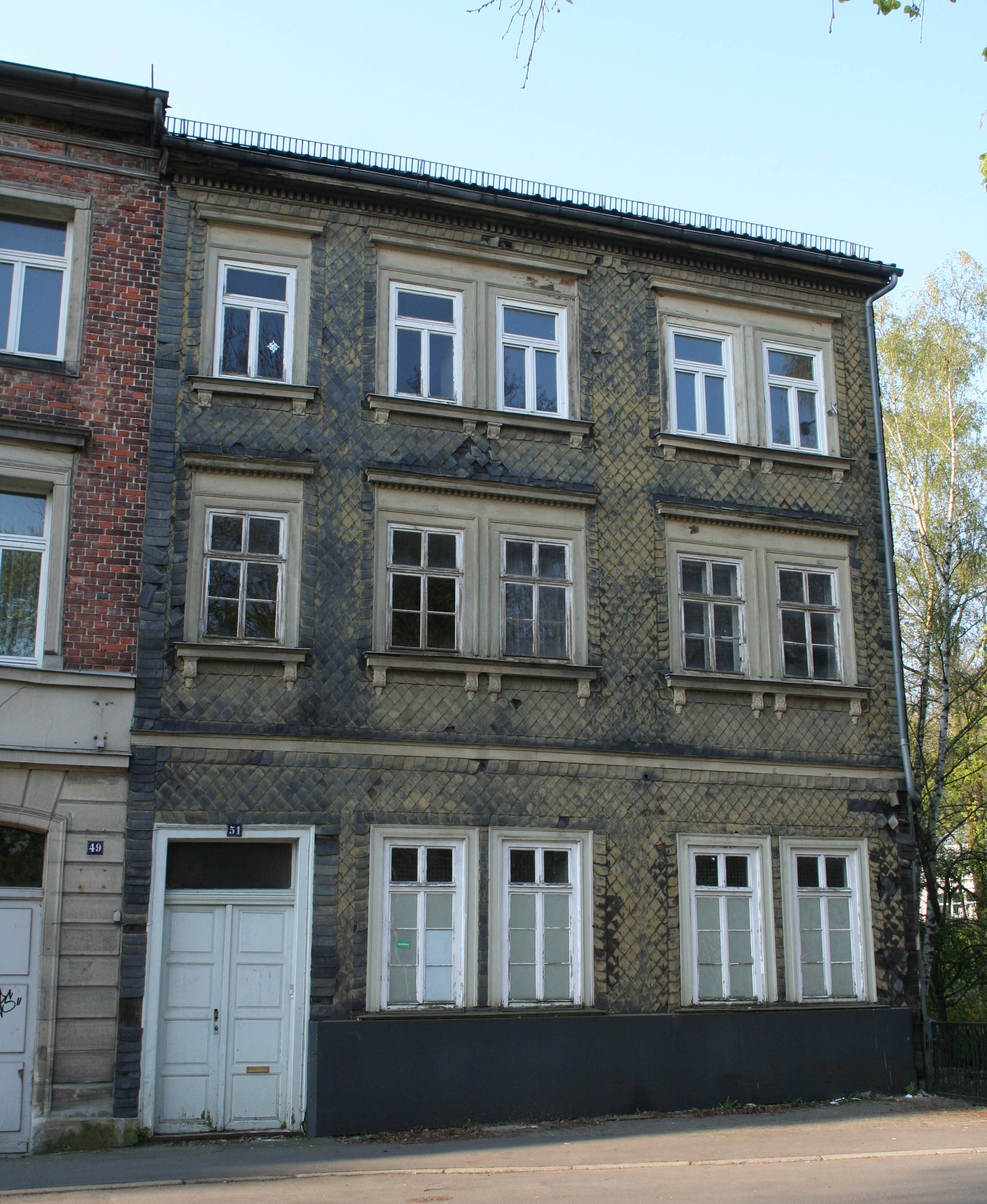
Haus Judengasse 51
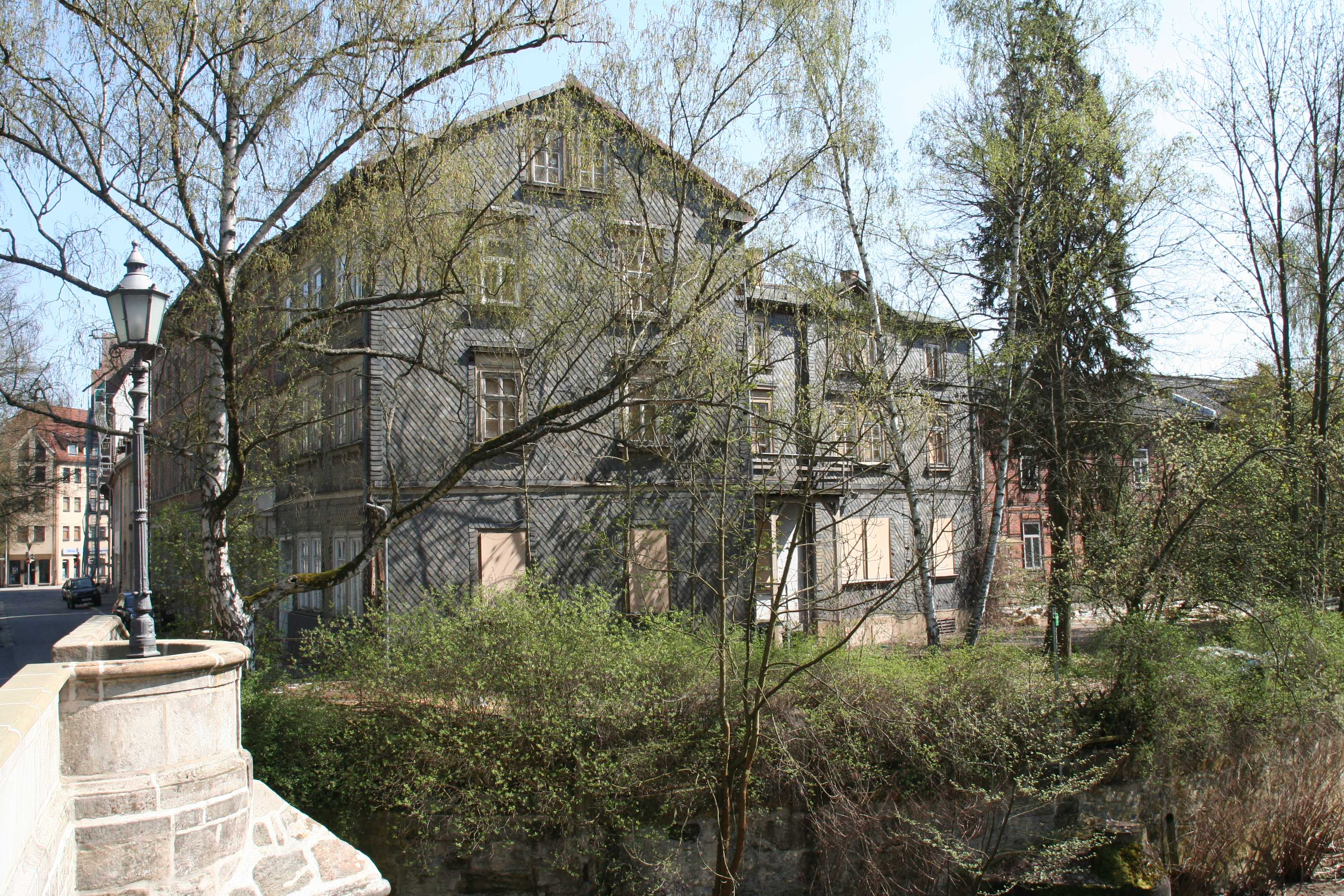
Haus Judengasse 51, Rückseite

Heinrich ist verheiratet mit der in München geborenen Christine Rechl, die seit 1988 als selbständige Grafik- und Textildesignerin arbeitet. Die beiden haben einen Sohn und wohnen in Coburg.